# Style colonial
Cet article concerne la décoration intérieure. Pour les bâtiments, voir Architecture coloniale.
Le style colonial est un style d'ameublement et de décoration utilisant un mobilier né, pendant la période coloniale, de l'adaptation du mode de vie occidental aux climats, matières premières et savoir faire locaux. Mélange de styles issus de nombreux pays et sans design particulier, le style colonial renvoie à une époque idéalisée par la littérature et le cinéma. Victime du politiquement correct, le thème « colonial » a évolué en thème « ethnique ».

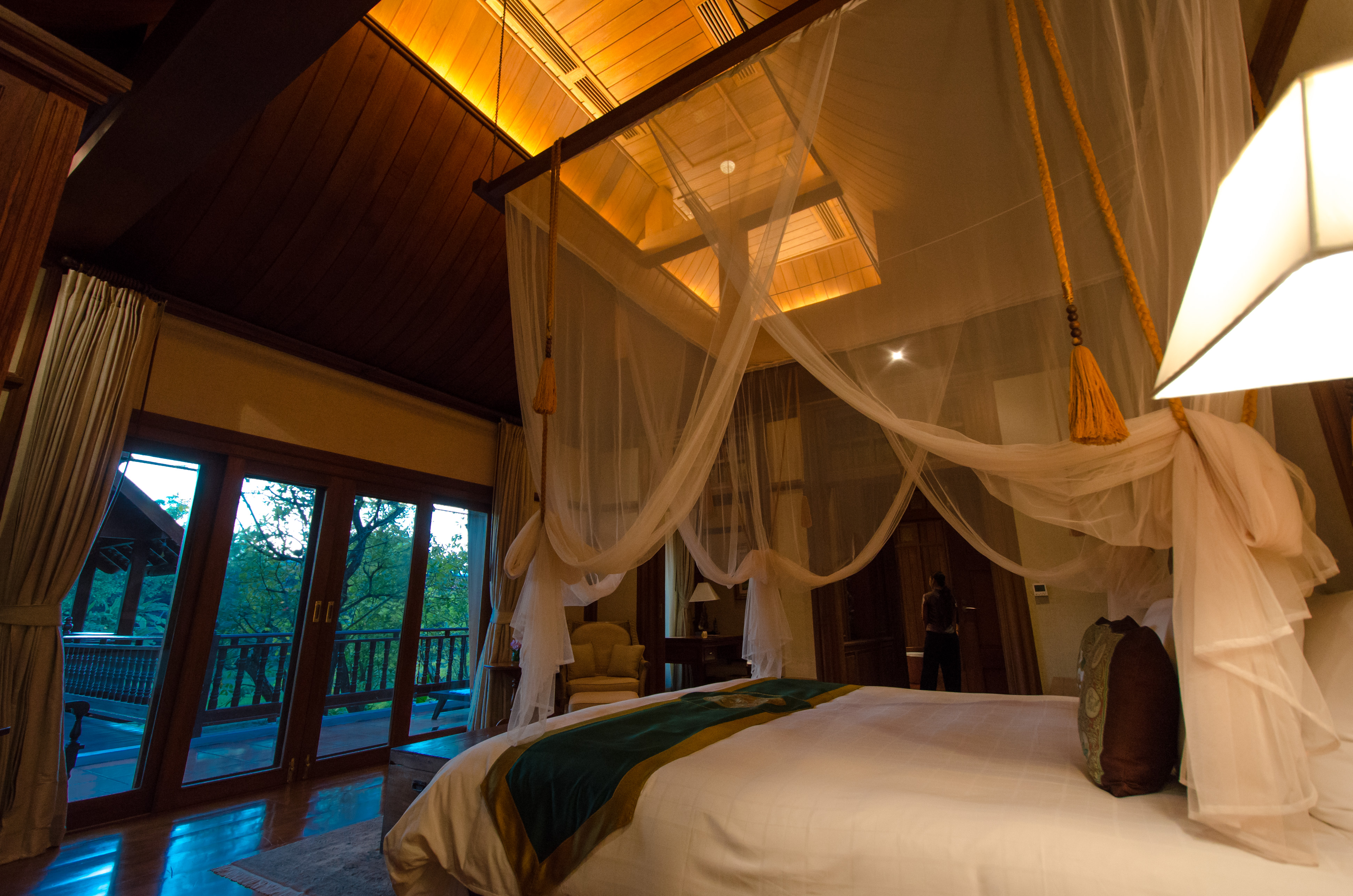
Intérieur d'une chambre de l'hôtel Mandarin Oriental de Chiang Mai (2012).

## Histoire
Les premiers meubles coloniaux remontent au XVIIe siècle avec le mélange des meubles de style et des bois exotiques.

## Mobilier
Le mobilier témoigne d’un souci pratique et de la recherche du confort : 
- le fauteuil de planteur[1] dont les accoudoirs se déplient pour pouvoir y poser les jambes
- les lits à colonnes sur lesquelles sont suspendues des moustiquaires[1]
- la chaise safari[1]
- le fauteuil à bascule[3]
- buffet colonial en bois d’acajou Louis-Philippe[3]

## Aménagement
- véranda[1]
- bungalow[1]

## Matériaux
Les matériaux utilisés sont la plupart du temps locaux, principalement basé sur les bois : acajou, bambou, courbaril, mahogany, palissandre, teck.